# Drânceni
Drânceni es una comuna ubicada en el distrito de Vaslui, Rumania.

## Superficie
Posee una superficie de 63,16 kilómetros cuadrados.

## Demografía
Hasta 2021 la población era de 3956 habitantes, con una densidad de población de 62,63 habitantes por kilómetro cuadrado.